# Großsölk
Großsölk è una frazione di 489 abitanti del comune austriaco di Sölk, nel distretto di Liezen (subdistretto di Gröbming), in Stiria. Già comune autonomo, il 1º gennaio 2015 è stato fuso con gli altri comuni soppressi di Kleinsölk e Sankt Nikolai im Sölktal per costituire il nuovo comune, del quale Großsölk è il capoluogo.